# Tyske grevekonger
Grevekonger er en betegnelse, som den tyske middelalderhistoriker Bernd Schneidmüller (født 1954) bruger om de tyske konger fra 1273, og indtil habsburgerne endeligt overtog kronen i 1438.
Der var ti grevekonger:
- Rudolf 1. af Habsburg, konge (1273-1291)
- Adolf af Nassau, konge (1292-1298)
- Albrecht 1. af Habsburg, konge (1298-1308)
- Henrik 7. af Luxemburg, konge fra 1308, kejser (1312-1313)
- Ludvig 4. af Bayern, konge fra 1314, kejser (1328-1347), Wittelsbach
- Karl 4. af Luxemburg, tysk konge fra 1346 (genvalgt i 1347), kejser (1355-1378), konge af Bøhmen.
- Wenzel 4. af Luxemburg, tysk konge (1378-1400), konge af Bøhmen.
- Rupert 3. af Rhinen (eller Ruprecht 3. af Pfalz), konge (1401-1410), Wittelsbach
- Jobst af Mähren, konge (1410-1411), Luxemburg
- Sigismund af Luxemburg, tysk konge fra 1410, kejser (1433-1437), konge af Bøhmen.

Betegnelsen grevekonger er dog ikke generelt accepteret i videnskaben om historien. Faktisk var kun Rudolf 1., Adolf af Nassau og Henrik 7. rigsgrever. De andre tyske konger i perioden var enten hertuger, kurfyrster eller konger af Bøhmen.